# Санага
Санага (на френски: Sanaga) е река в Камерун, вливаща се в Атлантическия океан. Дължината ѝ е 603 km (заедно с дясната съставяща я река Джерем 1068 km), а площта на водосборния басейн – 132 990 km². Река Санага се образува на 633 m н.в. в източната част на Камерун от сливането на двете съставящи я реки Лом (380 km, лява съставяща) и Джерем (465 km, дясна съставяща). Двете съставящи реки на Санага водят началото си от южните склонове на планините Адамауа. След образуването си река Санага по цялото си протежение тече в югозападна посока. В горния и средния си участък тече през северните части на Южногвинейските възвишения, като образува серия от прагове и водопади (най-голям е водопадът Нахтигал). След устието на десния си приток Джевел излиза от планините и навлиза в Приморската низина. Влива се чрез два ръкава в залива Биафра (вътрешната част на Гвинейския залив) на Атлантическия океан. Основни притоци: леви – Лом (380 km), Джуел; десни – Джерем (465 km), Ликини, Нтиу, Мбам (425 km), Джевел. Подхранването на Санага е предимно дъждовно. Пълноводието ѝ е от юни до декември. Средният годишен отток в долното ѝ течение е 1985 m³/s, минималният – 234 m³/s, максималният – 6950 m³/s. Целогодишно Санага е плавателна до град Едеа (на 70 km от устието), близо до който е изградена мощна ВЕЦ, като на базата на произвежданата от нея електроенергия функционира алуминиевият завод в града.